# Pan Yuqing
Pa Yuqing és una esportista xinesa que va competir en judo, guanyadora d'una medalla de bronze als Jocs Asiàtics de 2002, i una medalla d'or al Campionat Asiàtic de Judo de 2008.

## Palmarès internacional
| Jocs Asiàtics     | Jocs Asiàtics          | Jocs Asiàtics | Jocs Asiàtics |
| Any               | Lloc                   | Medalla       | Categoria     |
| ----------------- | ---------------------- | ------------- | ------------- |
| 2002              | Busan ( Corea del Sud) | 3             | –78 kg        |
| Campionat Asiàtic |                        |               |               |
| Any               | Lloc                   | Medalla       | Categoria     |
| 2008              | Jeju ( Corea del Sud)  | 1             | –78 kg        |